# فریدریش کارل آندرئاس
فریدریش کارل آندرئاس (به آلمانی: Friedrich Carl Andreas) (زادهٔ ۱۴ آوریل ۱۸۴۶ در باتاویا – درگذشتهٔ ۴ اکتبر ۱۹۳۰ در گوتینگن) ایران‌شناس و شرق‌شناس اهل آلمان بود. وی در بسیاری از زمینه‌های زبان‌های ایرانی باستان کار کرد و به نظریهٔ سنت اوستا پرداخت، اما تخصص او رمزگشایی نسخه‌های خطی و کتیبه‌ها بود. او پایه‌گذار تحقیقات علمی قطعات کشف‌شدهٔ تورفان در دانشگاه گوتینگن بود.

## زندگی‌نامه
آندرئاس در باتاویا (جاکارتا) از تباری ارمنی، آلمانی و مالایی متولد شد. پس از تحصیلات عمومی در هامبورگ و ژنو، در دانشگاه‌های ارلانگن، گوتینگن، هاله و لایپزیگ، به مطالعهٔ شرق‌شناسی و ایران‌شناسی روی آورد و تحصیلات تکمیلی خود را در دانشگاه‌های کپنهاگ و کیل به پایان رساند. در سال ۱۸۸۷ با لو آندرئاس سالومه، نویسنده و روانکاو مشهور آلمانی ازدواج کرد. او بین سال‌های ۱۸۷۵ تا ۱۸۸۱ در هند با پارسیان و در جنوب ایران کار میدانی انجام داد. تحقیقات او در اروپا بر روی زبان اوستایی و سرزمین‌های مرزی هند و افغانستان متمرکز بود. از سال ۱۹۰۳ تا زمان مرگش استاد لغت‌شناسی آسیای غربی در دانشگاه گوتینگن بود.

## پژوهش‌ها
آندرئاس که استاد بسیاری از زبان‌های زنده بود، در تاریخ زبان‌ها و تمدن‌ها تخصص داشت، اما علایق او به فلسفه و تاریخ طبیعی گسترش یافت. او در خواندن خط‌های دشوار شرقی، باستان یا مدرن، و درک ظریف‌ترین ظرایف زبان‌های گفتاری، به‌ویژه لهجه‌های آن‌ها تبحر داشت. اگرچه وی تمایلی به انتشار نتایج تحقیقات خود نداشت، اما آنها را در اختیار دانشجویان و دوستانش قرار می‌داد. بسیاری از یافته‌های او در پژوهش‌های دانشمندان دیگر پراکنده‌اند و بسیاری از آنها هنوز منتشر نشده‌اند.
او بر چندین نسل از ایران‌شناسان مانند کای بار، آرتور کریستنسن، برنهارد گایگر، والتر برونو هنینگ، پائول هورن، ولفگانگ لنتس، هرمان لومل و اسکار مان تأثیرات تعیین‌کننده‌ای گذاشته بود. از جملهٔ تأثیرات بنیادی او این بود که زبان‌های ایرانی میانهٔ «اشکانی» و «ساسانی» را گویش دانست، حال آنکه تا پیش از آن تصور می‌شد که «اشکانی» و «ساسانی» دو زبان مستقل از یکدیگرند. او با کار بر قطعات مانوی یافت‌شده در تورفان، به سرعت آن متون نوشته‌شده به زبان اشکانی (که او آن را «گویش شمالی» نامید) را جدا کرد و «گویش پهلوی» دیگری را به عنوان زبان سغدی معرفی کرد. حتی زمانی که ایده‌های او بعداً اصلاح شد، این نظرات نقطهٔ شروع مهمی برای تحقیق در این زمینه بودند و ترجمه‌های او از نوشته‌های تورفان بخشی از مبنای بحث را فراهم کرد.

## میراث

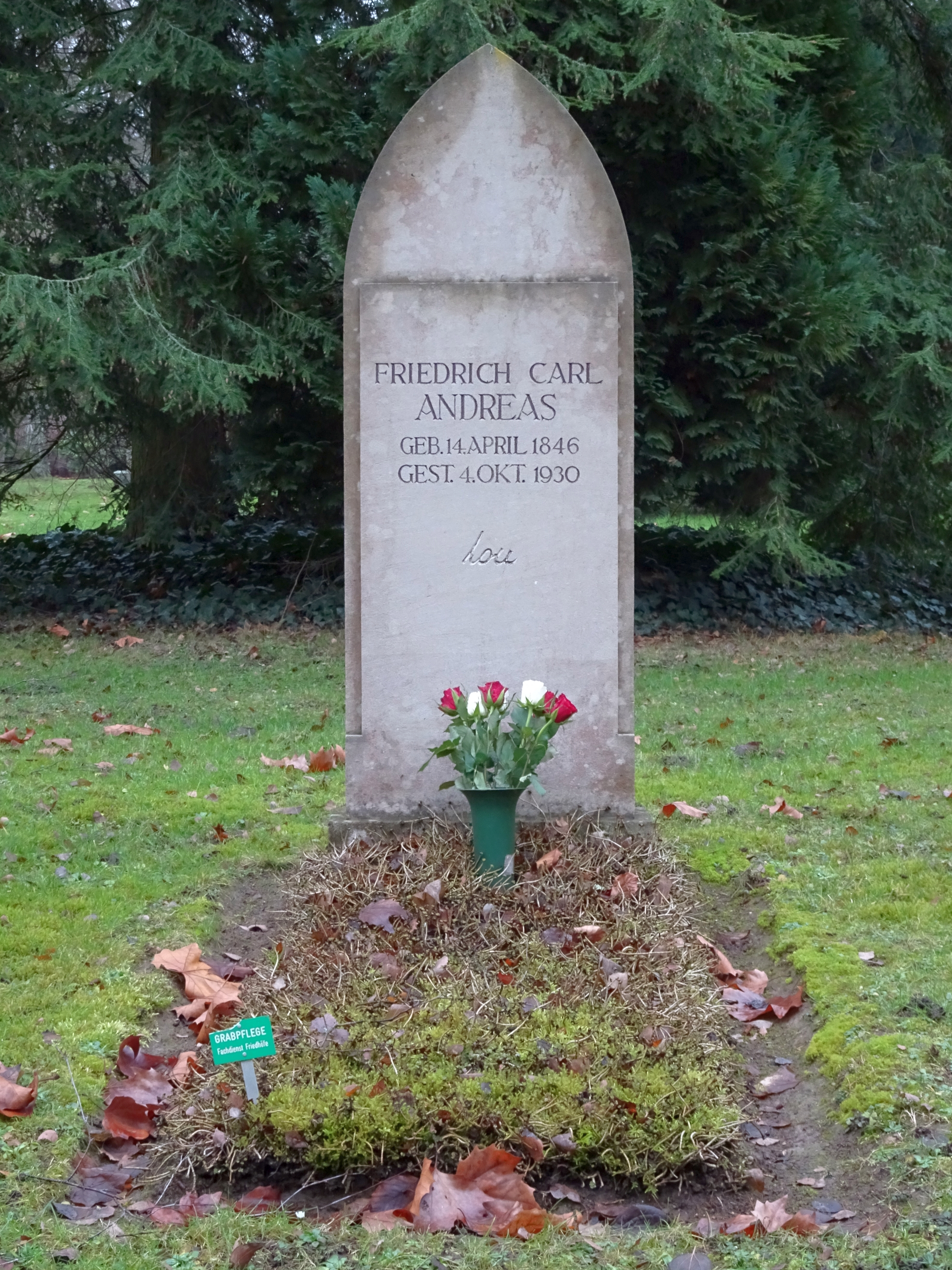
آرامگاه فریدریش کارل آندرئاس و همسرش لو آندرئاس سالومه در گورستان گوتینگن

هنگامی که آندرئاس در سال ۱۹۳۰ درگذشت، مقالات علمی او برای اولین بار در کتابخانهٔ دانشگاه گوتینگن جمع‌آوری شدند و توسط لنتس مرتب شدند، که فهرست توصیفی کوتاهی از آنها را به عنوان ضمیمه‌ای به آگهی ترحیم او منتشر کرد. قسمتی از مطالب قرار بود به آکادمی علوم پروس یا کتابخانهٔ دولتی پروس در برلین برود، اما قسمت عمدهٔ آنها در اختیار کتابخانهٔ دانشگاه گوتینگن بود.
اگرچه تعداد بسیار کمی از مطالب برای چاپ آماده بود، دو شاگرد آندرئاس تا حدی با استفاده از یادداشت‌های کلاسی خود و همکارانشان، نسخه‌هایی از ترجمهٔ متون مهم ایرانی میانه را ارائه کردند که آندرئاس سال‌ها روی آن کار می‌کرد. هنینگ بر متون مانوی ایرانی میانه از ترکستان چین آغاز به کار کرد که بخش‌های اول تا سوم آن به سرعت در مجموعه مقالات آکادمی علوم پروس (برلین، ۱۹۳۲-۱۹۳۴) منتشر شد. کای بار همان کار را با نسخهٔ اصلی قطعاتی از ترجمه پهلوی از مزامیر (۱۹۳۳) انجام داد. اقدام مشابه انتشار مقدار قابل توجهی از مطالب زبانی بود که توسط خود آندرئاس در طول اقامت طولانی او در ایران، ۱۸۷۶–۱۸۷۶ ضبط شده بود. این کار به سه بخش اصلی تقسیم می‌شود که مربوط به گویش‌های فارس، لهجه‌های ایران مرکزی (سیوند، یزد و سو) و برخی از گویش‌های کردی است. کای بار به‌طور کامل به یادداشت‌های کردی پرداخت و آنها را در مجلد سوابق گویش‌های ایرانی (۱۹۳۹) منتشر شد. با این حال، مطالب گویش فارس که به هنینگ سپرده شد، قربانی بسیاری از علایق دیگر او شد و از این رو برای سال‌های متمادی بی‌پایان ماند تا اینکه پس از مرگ او به گوتینگن بازگردانده شد. این مطالب منتشرنشده شامل چندین دفتر است که عمدتاً به گویش ریشهر در نزدیکی بوشهر اختصاص دارد، اما همچنین حاوی یادداشت‌هایی دربارهٔ لهجه‌های مرتبط با اردکان، گراش، کلات،، و برخی لرها و غیره است. مطالب دیگر مربوط به همین دوره شامل یادداشت‌هایی دربارهٔ فارسی گفتاری شیراز، از جمله مجموعهٔ کوتاهی از ضرب‌المثل‌ها است. سال‌ها بعد، آندرئاس فرصتی یافت تا دانش خود را در مورد ایران مدرن گسترش دهد، زمانی که در جنگ جهانی اول، مقامات آلمانی شروع به ضبط زبان اسیران جنگی خود کردند (فرم‌های ویژه‌ای برای این منظور چاپ شد). آندرئاس یادداشت‌های گسترده‌ای در مورد آسی‌های ارتش روسیه و پشتون‌های هندی بریتانیا به رشتهٔ تحریر درآورد. همچنین از زبان‌های زنده، هرچند نه از خانواده ایرانی، باید به براهویی اشاره کرد که آندرئاس در سال ۱۸۷۵ در گوادر، زمانی که عازم ایران بود، یادداشت‌های فراوانی بر دستور زبان آن نوشته بود.
مطالعات او بر روی اوستا منجر به انتشار یکی از معدود آثار او (با همکاری یاکوب واکرناگل) یعنی ویرایش و ترجمهٔ پنج گات اول (یسنای ۲۸–۳۲) شد. پیش‌نویس ترجمه‌ها و یادداشت‌های او برای بیشتر گاتاهای باقی‌مانده، (یسنای ۴۳–۵۱)، اندکی پس از مرگ او توسط لومل در آثارش مورد استفاده قرار گرفت.